# Yoandys Lescay
Yoandys Alberto Lescay Pardo (5 gennaio 1994) è un velocista cubano.

## Palmarès
| Anno | Manifestazione      | Sede           | Evento        | Risultato  | Prestazione | Note                                     |
| ---- | ------------------- | -------------- | ------------- | ---------- | ----------- | ---------------------------------------- |
| 2012 | Mondiali juniores   | Barcellona     | 200 m piani   | Semifinale | 21"27       |                                          |
| 2013 | Campionati CAC      | Morelia        | 4x400 m       | 4º         | 3'03"17     |                                          |
| 2013 | Mondiali            | Mosca          | 400 m piani   | Batteria   | dq          |                                          |
| 2013 | Mondiali            | Mosca          | 4×400 m       | Batteria   | 3'04"26     |                                          |
| 2014 | World Relays        | Nassau         | 4×400 m       | 5º         | 3'00"61     |                                          |
| 2014 | Giochi CAC          | Xalapa         | 400 m piani   | Argento    | 45"56       |                                          |
| 2014 | Giochi CAC          | Xalapa         | 4×400 m       | Oro        | 3'00"70     | Record dei Giochi                        |
| 2015 | World Relays        | Nassau         | 4×400 m       | 10º        | 3'03"73     |                                          |
| 2015 | Giochi panamericani | Toronto        | 4×400 m       | Argento    | 2'59"84     |                                          |
| 2015 | Campionati NACAC    | San José       | 400 m piani   | 4º         | 45"62       |                                          |
| 2015 | Campionati NACAC    | San José       | 4×400 m       | Bronzo     | 3'01"22     |                                          |
| 2015 | Mondiali            | Pechino        | 4×400 m       | 7º         | 3'03"05     |                                          |
| 2016 | Giochi olimpici     | Rio de Janeiro | 400 m piani   | Semifinale | 45"00       | Miglior prestazione personale            |
| 2016 | Giochi olimpici     | Rio de Janeiro | 4×400 m       | 6º         | 2'59"53     |                                          |
| 2017 | World Relays        | Nassau         | 4×400 m       | 5º         | 3'03"60     |                                          |
| 2017 | Mondiali            | Londra         | 400 m piani   | Batteria   | 45"93       |                                          |
| 2017 | Mondiali            | Londra         | 4×400 m       | 6º         | 3'01"10     |                                          |
| 2017 | Universiadi         | Taipei         | 400 m piani   | Argento    | 45"31       |                                          |
| 2018 | Giochi CAC          | Barranquilla   | 400 m piani   | Argento    | 45"38       | Miglior prestazione personale stagionale |
| 2018 | Giochi CAC          | Barranquilla   | 4x400 m       | Oro        | 3'03"87     |                                          |
| 2018 | Campionati NACAC    | Toronto        | 400 m piani   | 5º         | 46"21       |                                          |
| 2018 | Campionati NACAC    | Toronto        | 4×400 m       | Bronzo     | 3'04"11     |                                          |
| 2019 | Giochi panamericani | Lima           | 400 m piani   | Batteria   | 46"60       | Miglior prestazione personale stagionale |
| 2019 | Giochi panamericani | Lima           | 4×400 m       | 5º         | 3'05"87     |                                          |
| 2023 | Giochi CAC          | San Salvador   | 400 m piani   | Batteria   | 51"38       |                                          |
| 2023 | Giochi CAC          | San Salvador   | 4x400 m mista | Argento    | 3'16"97     |                                          |
| 2023 | Giochi panamericani | Santiago       | 4x400 m mista | 4º         | 3'21"20     |                                          |